# Ligsdorf
Ligsdorf è un comune francese di 345 abitanti situato nel dipartimento dell'Alto Reno nella regione del Grand Est.

## Società

### Evoluzione demografica
Abitanti censiti